# Jaramataia
Jaramataia este un oraș în statul Alagoas (AL) din Brazilia.